# Peter Wotschke
Peter Wotschke (* 1974 in Braunschweig) ist ein deutscher Ingenieur und Professor für Baubetrieb und Bauwirtschaft an der Hochschule für Wirtschaft und Recht  Berlin.

## Leben
Peter Wotschke wuchs als ältestes von vier Kindern in Braunschweig auf. Das Abitur legte er 1994 am Wilhelm-Gymnasium Braunschweig ab. Er studierte an der Technischen Universität Dresden Bauingenieurwesen und Wasserwirtschaft. Studienaufenthalte an der Universität für Bodenkultur Wien, an der University of New South Wales und an der Technischen Universität Hamburg-Harburg erweiterten das fachliche Spektrum. Das Studium beendete er erfolgreich als Dipl.-Ing. im Jahr 2000. Daran schloss er das Doktoratsstudium in Zürich an und promovierte 2004 zum Dr. sc. techn. am Departement Bau, Umwelt, Geomatik der Eidgenössischen Technischen Hochschule Zürich zum Thema „Entwicklung und Erprobung einer Multi-Methoden Sonde zur Erkundung von Altlasten“ (Begutachtung: Sarah Springman und Rita Hermanns Stengele).
Nach zweijähriger Tätigkeit als selbständiger Beratender Ingenieur im Nachtrags- und Bauprojektmanagement gründete er 2006/2007 die BMC Baumanagement & Controlling AG mit Sitz in Berlin. Mit der BMC AG berät er in nationalen und internationalen Großprojekten im Bau und Anlagenbau bei Streitigkeiten zu Baukosten und Bauzeit.
Die Berufung zum Professor für Baubetrieb und Bauwirtschaft an die HWR Berlin erhielt er 2012 zunächst als Gastprofessor, 2014 sodann als ordentlicher Professor. Zudem ist er Lehrbeauftragter an der Universität Siegen, Fakultät II Department Architektur, Lehr- und Forschungsgebiet Bauökonomie und Baumanagement und Lehrbeauftragter an der Leuphana Universität Lüneburg, Masterstudiengang Baurecht & Baumanagement unter der Leitung von Ralf Schottke.
Wotschke ist Mitglied im Lions Club Berlin-Grunewald und engagiert sich v. a. für schwerkranke Kinder und ihre Familien.

## Publikationen
- mit G. Kindermann, 2023: Construction Auditing: Planning – Implementation – Use. Springer Vieweg, Wiesbaden.[3]
- mit G. Kindermann, 2021: Baurevision: Planung – Durchführung – Nutzung. Springer Vieweg, Wiesbaden.[4]
- 2017: Basics Building Services: Electro Planning. Birkhäuser Verlag GmbH Basel.[5]
- 2017: Basics Haustechnik: Elektroplanung. Birkhäuser Verlag GmbH Basel.[6]
- als Herausgeber, 2015: Prozess- und Projektmanagement – Herausforderungen und Lösungsansätze. Verlag epubli, Berlin.[7]
- 2005: Entwicklung und Erprobung einer Multi-Methoden-Sonde zur Erkundung von Altasten. Veröffentlichungen des Instituts für Geotechnik (IGT) der ETH Zürich. vdf Hochschulverlag AG.[8]

## Beiträge
- Wotschke, P. (2020): Kommentierung der DIN 18325, DIN 18379, DIN 18380, DIN 18381, DIN 18382, DIN 18384, DIN 18385, DIN 18386, DIN 18421 und DIN 18451. In Bielefeld, B. (Hrsg.) (2021): Kommentar zur VOB/C: Stand 2019 mit Bildbeispielen für Ausschreibung und Abrechnung. 19. Auflage. Springer Vieweg, Wiesbaden.[9]
- Wotschke, P. (2018): Kommentierung der DIN 18325, DIN 18379, DIN 18380, DIN 18381, DIN 18382, DIN 18384, DIN 18385, DIN 18386, DIN 18421 und DIN 18451. In Bielefeld, B. (Hrsg.): Kommentar zur VOB/C: Stand 2016 mit Bildbeispielen für Ausschreibung und Abrechnung. 18., überarbeitete und aktualisierte Auflage. Springer Vieweg, Wiesbaden.[10]
- Wotschke, P. (2013): Kommentierung der DIN 18325, DIN 18379, DIN 18380, DIN 18381, DIN 18382, DIN 18384, DIN 18385, DIN 18386, DIN 18421 und DIN 18451. In Fröhlich, P. J. (Hrsg.): Kommentar zur VOB/C: Stand 2012, mit Bildbeispielen für Ausschreibung und Abrechnung. 17., vollständig überarbeitete und aktualisierte Auflage. Springer Vieweg, Wiesbaden.[11]
- Wotschke, P. (2011): Kommentierung der DIN 18325, DIN 18379, DIN 18380, DIN 18381, DIN 18382, DIN 18384, DIN 18385, DIN 18386, DIN 18421 und DIN 18451. In Fröhlich, P. J. (Hrsg.): Kommentar zur VOB/C: Stand 2009, mit Bildbeispielen für Ausschreibung und Abrechnung. 16., vollständig überarbeitete und aktualisierte Auflage. Vieweg + Teubner, Wiesbaden.[12]
- Wotschke, P. & Kindermann, G. (2011): Die Simulation des (un)gestörten Bauablaufs als Beweismittel in einem Streitfall. In Franz, V. (Hrsg.): 2. IBW-Workshop, 24. März 2011 an der Universität Kassel, Simulation von Unikatprozessen – Neue Anwendungen aus Forschung und Praxis. Schriftenreihe: Bauwirtschaft III, Band 8[13]
- Wotschke, P. (2010): Kapitel Nachtragsmanagement und Kapitel Terminplanung. In Bielefeld, B., Wirths, M. (Hrsg.): Entwicklung und Abwicklung von Bauprojekten im Bestand. Analyse - Planung - Durchführung. Vieweg + Teubner, Wiesbaden.[14]
- Wotschke, M. & Wotschke P. (2007): Minderleistung durch gestörte Bauabläufe - Kennwerte in Theorie und Praxis. In: Tagungsbericht zur 8. Interdisziplinären Tagung für Baubetriebswirtschaft und Baurecht: Störungen im Bauablauf - Rechtsprechungsübersicht - Nachträge und Nachtragskalkulation. SEMINA Verlag.[15]

Wotschke ist Mitglied des Expertenkreises bei der Baufachsuchmaschine  bauprofessor.de und veröffentlicht dort regelmäßig Kommentare und Erläuterungen zu baubetrieblichen Fragestellungen. Zudem gestaltet er als Autor den Bereich Baubetrieb beim Online-Nachschlagewerk  bauformeln.de mit.

## Mitgliedschaften
Seine Forschungs- und Interessenschwerpunkte liegen in der Erstellung und Überprüfung von Baukalkulationen, Durchführung der Terminplanung und  Bauablaufplanung und baubegleitender Dokumentationen, Ausarbeitung und Prüfung von Nachtragsangeboten, Erstattung von Gutachten zu Bauablaufstörungen, sowie der Durchführung von Baurevisionen. Er ist mit der BMC AG Mitglied in
- Association for the Advancement of Cost Engineering (AACE)
- Baukammer Berlin
- Centrum für Deutsches und Internationales Baugrund- und Tiefbaurecht
- Deutscher Baugerichtstag (DBGT)
- Deutsches Institut für Interne Revision (DIIR)
- Deutsche Institution für Streitbeilegung (DIS)
- Verband Beratender Ingenieure (VBI)
- World Forum Offshore Wind (WFO)